# Кульков, Олег Сергеевич
Олег Сергеевич Кульков (род. 6 марта 1978, Верхняя Пышма) — российский легкоатлет.

## Карьера
Бронзовый призер чемпионата России 2002 и 2004 года в беге на 5000 м, 2007 года в многоборье (10000 м)
Обладатель Кубка России 2004 года по кроссу. Серебряный призёр в кроссе на 10 км.
Победитель первенства России среди молодежи в беге на 5000 метров.
Бронзовый призёр чемпионата России (2006, 2007) на дистанции 10000 метров.
Серебряный призёр чемпионата России (2006) по кроссу на 10 км.
Бронзовый призёр Кубка Европы 2008 года по бегу на 10000 м.
Звание «Мастер спорта России» присвоено в 2006 году.
Звание «Мастер спорта России международного класса» присвоено в 2009 году.
Серебряный призёр Кубка мира 2010 года в команде.
Участвовал в международных марафонах и завоевал несколько наград:
- Золото марафона Цюрих-2008
- Серебро марафона Цюрих-2009
- Бронза марафона Дрезден-2006
- Бронза марафона Сеул-2011

Принимал участие в летних Олимпийских игр 2008 года в Пекине, где показал 29-й результат (2.18:11).
Окончил Уральский государственный педагогический университет.